# Itaquera
Itaquera est un district de la sous-préfecture d'Itaquera situé dans la zone est de la ville de São Paulo.
Le district a bénéficié, ainsi que Guaianases, de divers investissements sociaux de l'État et du gouvernement municipal, de sorte qu'il a obtenu une amélioration significative de son infrastructure. L'avenue Jacu Pêssego passe dans ses limites, un ouvrage avec des projets d'extension au Grand ABC, dans la partie sud, et à la municipalité de Guarulhos, dans la partie nord.
Ses routes principales sont : Avenue Jacu Pêssego/Nova Trabalhadores, Avenue Maria Luiza Americano, aujourd'hui transformée en point de restaurants et de gastronomie, pizzerias, restaurants, Rua Sabbado D'Ângelo, où vous pouvez trouver des écoles, des commissariats de police, des restaurants, supermarchés et autres services, en plus de la station Dom Bosco de la ligne 11-Corail de la CPTM, étant la rue parallèle à l'avenue Jacu Pêssego. Les autres routes sont: rua Augusto Carlos Baumann, avenue dos Campanellas, qui mène au quartier d'Artur Alvim, et rua Virgínia Ferni, qui relie Cohab à Radial Leste, en plus de l'avenue Radial Leste et de l'Avenue Itaquera. Le quartier est également desservi par la ligne 3 - Rouge du métro de São Paulo et par la ligne 11 - Corail (Express Est) de la CPTM. À Itaquera, où qu'on allie, il est courant de voir des motoboys debout devant les magasins.
À Itaquera, se trouvent l'Arena Corinthians et l'Obra Social Dom Bosco - Itaquera, une association civile caritative, philanthropique et religieuse à but non lucratif qui fournit des services à la communauté, qui aide les jeunes de la région à se professionnaliser à la recherche d'une opportunité d'emploi avec une assistance également dans certains domaines, tels que social, culturel, éducatif, Environnement, Santé, Sport, Récréation et Loisirs, donnant aux jeunes plus de ressources et de nouvelles expériences avec les arts.
Itaquera Quartiers : Vila Suíça ; Parque Guarani ; Jardim São João ; Parque Sevilha ; Vila Taquari ; Vila Verde ; Jardim Naufal ; Vila Bozzini ; Jardim Norma ; Conj. Hab. Águia de Haia ; Conj Hab. A.E. Carvalho ; Conj. Hab. Esmeralda ; Jardim Aurora ; Cidade A. E. Carvalho ; Vila Regina ; Jardim Itapemirim ; Jardim Adelaide ; Jardim Cleide ; Vila Campanela ; Vila Corberi ; Vila Santana ; Jardim Liderança ; Vila Carmosina (partie) ; Vila Brasil ; Parada 15 de Novembro ; Jardim Redil.

## Toponyme
« Itaquera » est un terme de la langue tupi, qui signifie « roche dure ».

## Histoire

### Colonisation
Vers 1620, les premières références à "Roça Itaquera" sont apparues, situées près du village de São Miguel. À la fin du XVIIe siècle, la région est désignée comme peuplement de São Miguel, à la fin du XVIIIe siècle, comme le territoire de la paroisse de Penha et, enfin, comme un quartier du district de São Miguel Paulista. En 1920, il devient un district autonome.

### Développement
Le développement du quartier s'est fait, dans une large mesure, sous la forme classique de lotissements et de villages. En 1837, il n'y avait que trois grandes étendues de terre :
Fazenda Caguaçu, également connue sous le nom de Fazenda do Carmo, qui appartenait à un ordre religieux appelé Province carmélitaine Fluminense (d'où l'origine des noms - Carmosina, Fazenda do Carmo, Parque do Carmo et Jardim Nossa Senhora do Carmo et l'église mère elle-même dans le centre du quartier).
Sítio Caguaçu, qui appartenait au Dr Rodrigo Pereira Barreto, où le premier "lotissement" a eu lieu dans la région, avec des lots de 10 000 mètres carrés chacun, vendus comme zones d'été et fermes (zone entre l'hôpital Planalto et la rivière Jacu).
Sítio da Casa Pintada - dont la maison principale a été représentée par Debret, avait un caractère plus populaire. Les acheteurs ont construit des maisons sur le site et construit une chapelle en l'honneur de Santa Ana, créant ainsi Vila Santana.
La ferme Caguaçu avait une partie vendue à l'ingénieur Oscar Americano, qui comprenait la zone du Jardin et du Parc do Carmo. Dans la zone restante, la Société pastorale et agricole. Il a construit une subdivision urbaine et populaire entièrement planifiée (l'une des premières dans la zone est de São Paulo) dans ce que nous connaissons maintenant sous le nom de Vila Carmosina et a développé des subdivisions rurales dans la zone maintenant connue sous le nom de Colonia Japonesa ou Colonie Japonaise.
En 1875, un événement a façonné le développement économique de la région : l'inauguration de la gare d'Itaquera le long de la branche de l'Estrada de Ferro Central do Brasil. L'impact de l'arrivée du chemin de fer a été énorme, permettant le transport de ses habitants vers d'autres régions et le transport des marchandises produites à Itaquera vers le centre de São Paulo. Autour de la gare, un centre commercial florissant s'est consolidé.
À partir des années 1920, les immigrants japonais ont commencé à résider dans les zones rurales existantes dans la région. La principale activité économique de ces familles était la production de pêches dans une vaste zone entourant Mata do Carmo. Au cours du XXe siècle, les processus économiques ont progressivement remplacé les zones de brûlis par des villages et des lotissements. De grands groupes de personnes, principalement du Nord-Est, se sont installés dans la région, attirés par les terrains bon marché et la gare, qui permettaient de se rendre rapidement au centre de la municipalité.

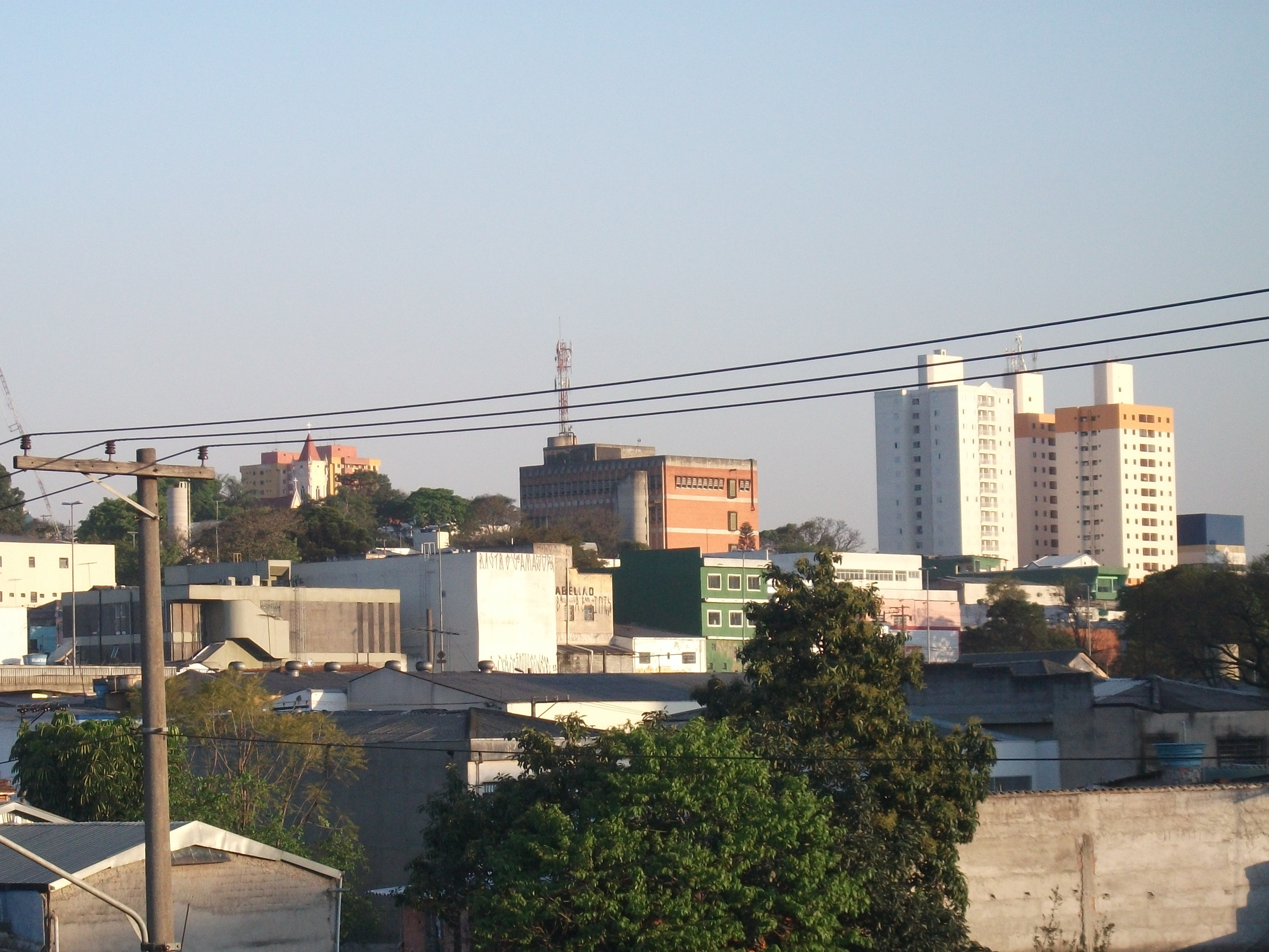
Quartier d'Itaquera

Jusqu'au début des années 1980, Itaquera était un quartier avec peu d'infrastructures urbaines et sa population était composée d'ouvriers et de salariés du commerce et des services. C'est à cette époque qu'apparaissent les premières favelas de la région. Cependant, à partir de 1980, la construction de grands ensembles (appelés Cohabs) a accentué l'explosion démographique d'Itaquera. Le premier, Cohab José Bonifácio, a été inauguré en 1980 par le président de l'époque João Batista Figueiredo et est situé sur un immense terrain à côté des plantations de pêchers. Après l'inauguration du premier ensemble habitationel, plusieurs autres ont été construits, étant rapidement peuplés. La population a fait pression sur le gouvernement pour obtenir des services essentiels de santé et d'éducation, qui ont été partiellement pris en charge, car jusqu'à aujourd'hui, la fourniture de services publics est déficiente. A cette époque, le quartier compte 1 247 239 habitants et grâce au processus migratoire sans précédent, dû au programme d'habitat populaire COHAB, il atteint 2 380 783 habitants en 2010.
En février 1987, une collision entre deux trains près de la gare d'Itaquera fait plus de 70 morts, ce qui en fait le plus grand accident ferroviaire de l'histoire de São Paulo. En septembre 1988, l'arrivée du métro fait d'Itaquera centralité de la zone est. En 1995, le maire de l'époque, Paulo Maluf, inaugura l'avenue Jacu-Pêssego, qui traverse le district de bout en bout. En 2000, l'inauguration de la ligne de train Itaquera-Guaianases a servi à désactiver le tracé de l'ancien chemin de fer, supprimant la ligne de chemin de fer du centre du quartier et de l'emplacement de la collision des trains.

### Actuellement
En 2004, sur le tracé de l'ancienne voie ferrée la Nouvelle Radial Leste a été inaugurée. Alors que le processus de classement de l'ancienne gare, mémoire historique du district, était en cours, une action silencieuse de la mairie la démolit en 2004. En 2007, influencé par la croissance du commerce dans la région, le Shopping Metrô Itaquera a été ouvert, à côté de la station de métro Corinthians-Itaquera. Dans la même période, une série de bâtiments de standing moyen ont commencé à être inaugurés, destinés aux demandes de la classe moyenne.

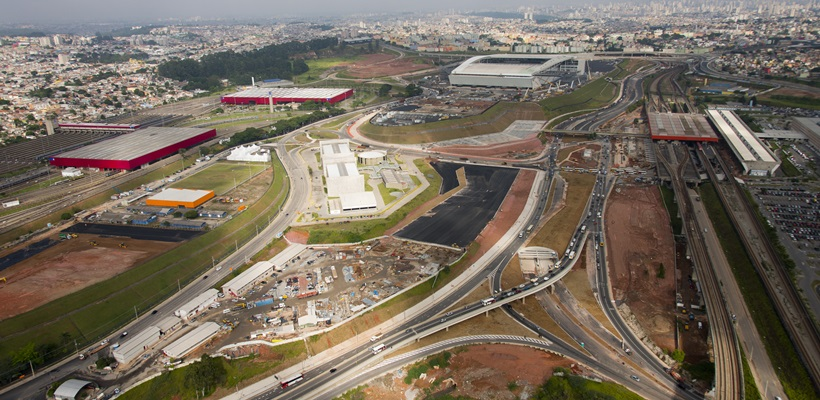
Travaux routiers autour de l'Arena Corinthians.

En 2010, la construction de l'Arena Corinthians est annoncée, qui a été construite sur un terrain de 197 095,14 mètres carrés dans la zone est, à côté de la station de métro Corinthians-Itaquera et de la CPTM, où elle était située depuis les années 1980, le centre de formation pour les catégories de base du Corinthians.
Dans la zone entourant l'arène, le gouvernement a créé le "Pôle Institutional d'Itaquera", où des unités de l'École technique d'État (ETEC) et de la Faculté de technologie de l'État de São Paulo (FATEC) ont été mises en œuvre. Après le tournoi mondial de football, un forum sera également créé ; une cellule du Service National d'Apprentissage Industriel (SENAI) ; une caserne de la police militaire et du service de pompiers ; un centre de congrès; un parc écologique et une nouvelle gare routière. La terminus de bus urbaine de la région a également été agrandie de 40 %.

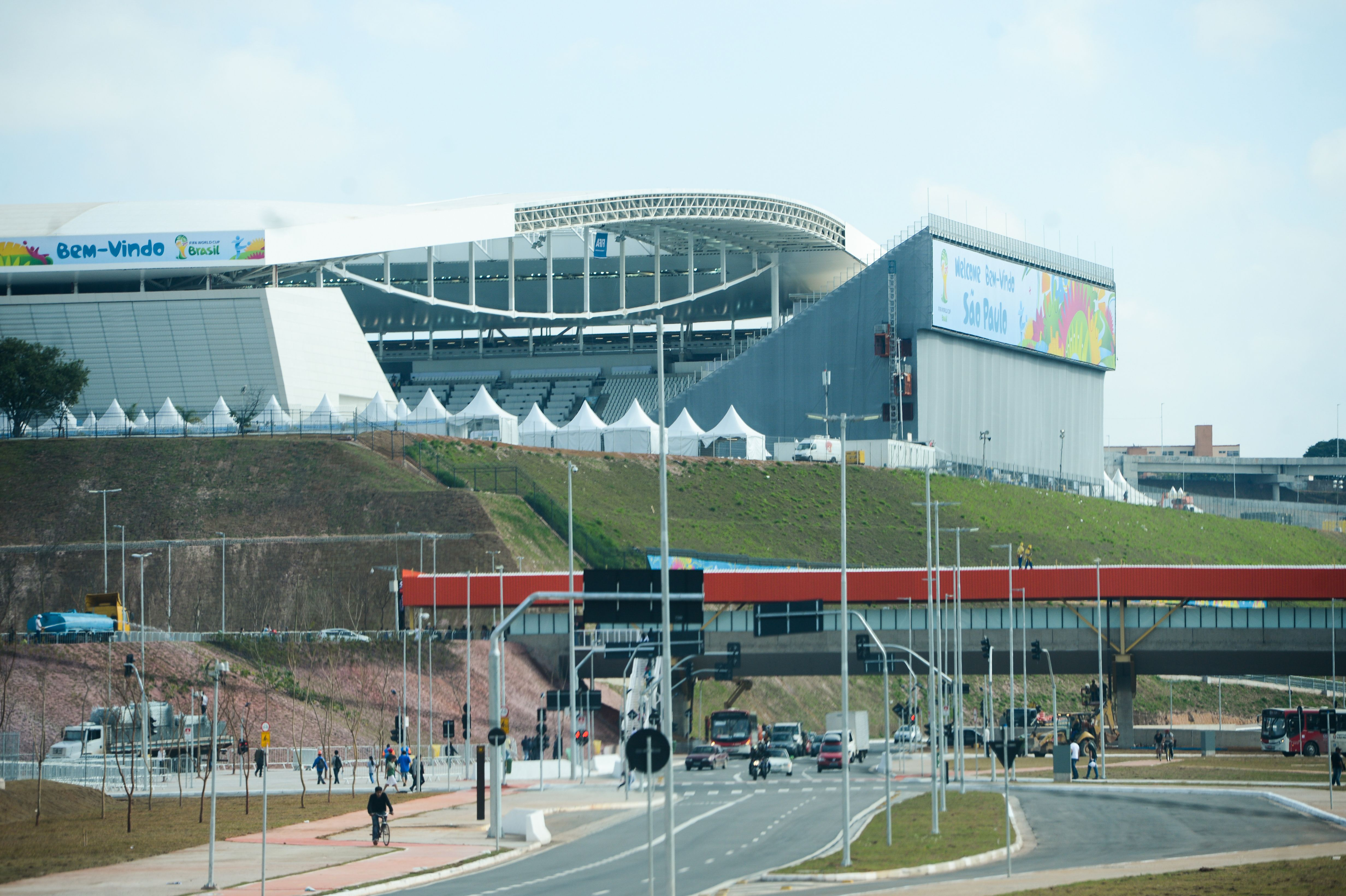
La zone extérieure de l'Arena Corinthians, un jour avant l'ouverture de la Coupe du monde.

Parmi les travaux routiers construits pour la région figurent l'ouverture d'une nouvelle avenue de liaison nord-sud, dans le tronçon entre les avenues Itaquera et José Pinheiro Borges (Radial Leste), y compris les transpositions inégales sur les lignes de métro et CPTM ; une nouvelle avenue, articulant la connexion nord-sud avec l'avenue Miguel Inácio Curi, à côté de la canalisation SABESP existante ; adaptation routière à l'intersection de l'Avenue Miguel Inácio Curi et de l'Avenue Engenheiro Adervan Machado ; en plus de nouvelles boucles de liaison à l'intersection du complexe viaire Jacu Pêssego avec la Radial Leste.
Le montant total investi dans le projet était de 548,5 millions BRL, dont 397,9 millions BRL du gouvernement de l'État et 150,6 millions BRL de la mairie pour l'expropriation et la compensation environnementale. On estime que l'ouverture de la Coupe du monde de football 2014 rapporterait environ 30 milliards de reais sur 10 ans à la ville de São Paulo.

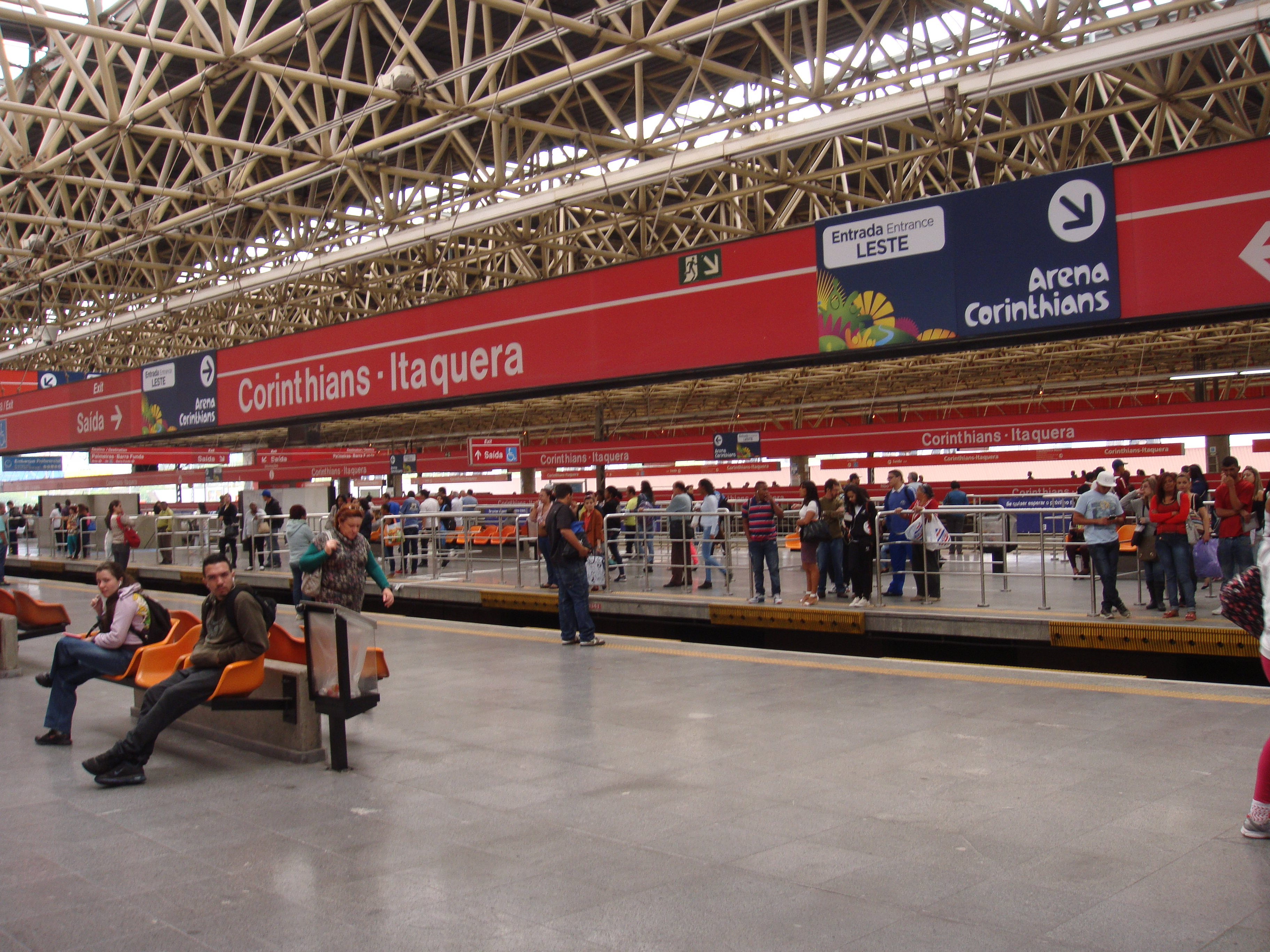
Station Corinthians-Itaquera du métro de São Paulo

L'Arena Corinthians est situé à 19 kilomètres à l'est du centre-ville et à 21 km de l'aéroport international de São Paulo-Guarulhos. La station de métro la plus proche est Corinthians-Itaquera, à 500 mètres du stade. Il se connecte à une gare du même nom. La station de métro Artur Alvim est à 800 mètres. Si tous les usagers montaient dans des trains pour quitter le stade, celui-ci serait vide en 30 minutes. Lors des matchs de la Coupe du monde, un train express reliait la gare de la Luz et la gare de Corinthians-Itaquera de la CPTM, effectuant le trajet en 17 minutes. Après la coupe du monde, les études déterminerait si le service serait maintenu.
Les stations de métro et de train peuvent accueillir 100 000 passagers par heure. Chaque rame de métro peut transporter 1 600 passagers et a un intervalle de 85 secondes.
Le site dispose de 1 620 places de stationnement couvertes et de 929 places de stationnement extérieures, auxquelles s'ajoutent 2 214 places fournies par Shopping Metrô Itaquera. Il y a 61 lignes de bus qui s'arrêtent près de Arena Corinthians.

## Transport
Le quartier est desservi par la station Corinthians-Itaquera, respectivement sur les lignes 3-Rouge et 11-Coral du métro de São Paulo et CPTM, et par la station Dom Bosco, sur la ligne 11-Coral, en plus de deux terminaux de bus.

## Géographie

### Relief
Le district d'Itaquera est situé dans la partie orientale de l'État de São Paulo. La structure géologique de la région est constituée de roches très anciennes de type cristallin. La région est constituée de collines dont les altitudes varient entre 700 et 800 mètres d'altitude.

### Hydrographie
La rivière principale qui baigne la région d'Itaquera est la Jacu. La zone est desservie par un réseau dense de rivières, tous affluents et sous-affluents de la Tietê. Ce sont des rivières peu expressives, les axes principaux étant : Jacu, Itaquera et Aricanduva.

## Indicateurs sociaux
Les indicateurs sociodémographiques du recensement de 2012 montrent un Indice de Développement Humain (IDH) moyen de 0,795, ce qui le place en 76e position parmi les arrondissements de la municipalité.
IDH de l'année 2012
- IDH - moyenne : 0,795
- IDH - revenu : 0,735
- IDH - longévité : 0,743
- IDH - éducation : 0,908

L'âge moyen d'Itaquera est de 36,1 ans. En termes de niveaux sociaux, dans la population du quartier, il y a une prédominance de la classe C, une enquête réalisée en 2008 par Folha de S. Paulo.

## Districts limitrophes
- São Miguel Paulista et Vila Jacuí (Nord).
- Lajeado (Est).
- José Bonifácio (Sud-Est).
- Cidade Líder et Parque do Carmo (Sud).
- Artur Alvim et Ponte Rasa (Ouest).

## Armoiries du district d'Itaquera
Le 20 décembre 2016, le projet de loi n° 16596 du 15 décembre 2016 a été publié au Journal officiel de la municipalité de São Paulo, qui officialise le drapeau et les armoiries d'Itaquera.

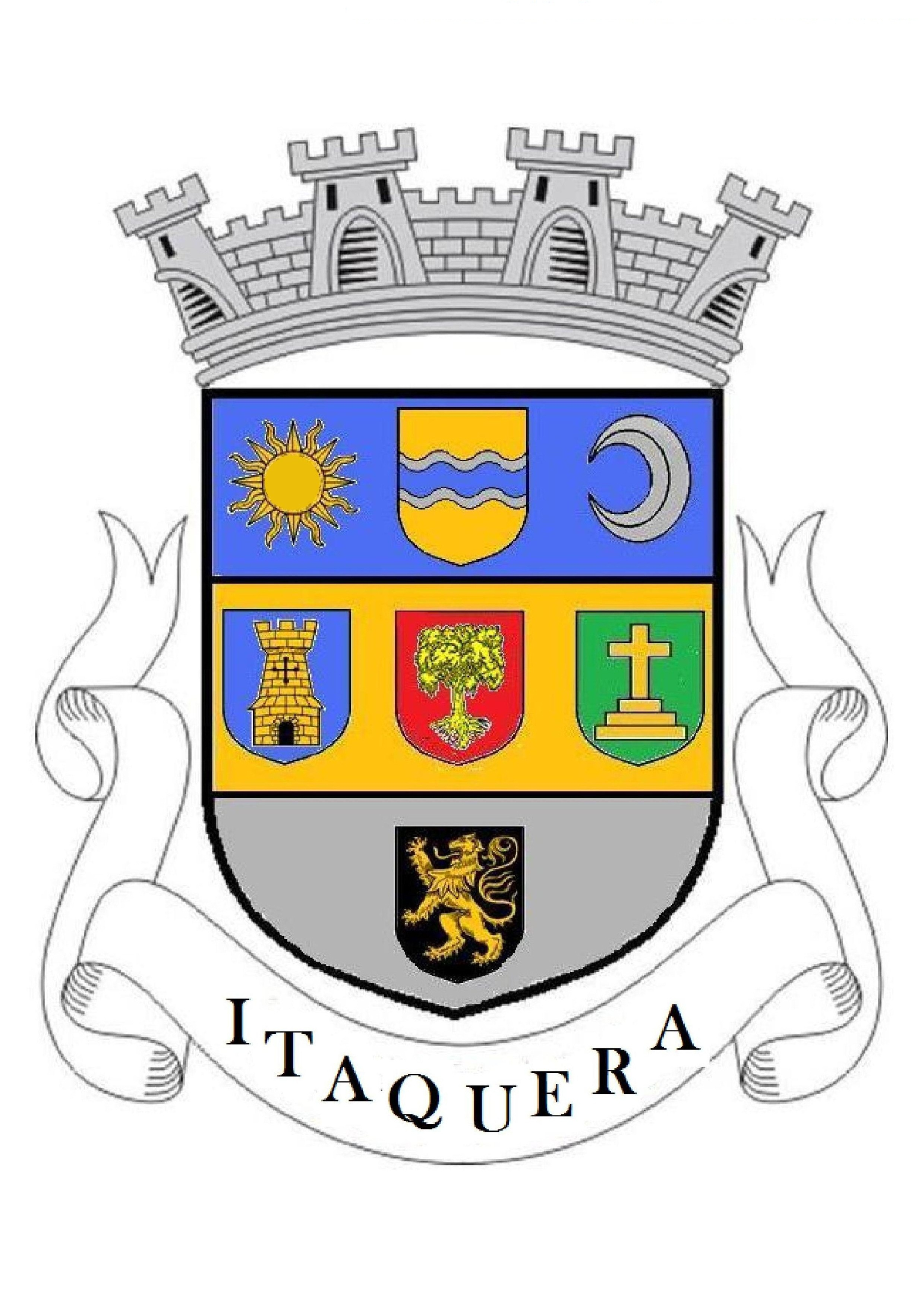
Armoiries d'Itaquera

Les grandes armes du district d'Itaquera sont décrites comme suit : sur un manteau d'hermine aux couleurs nationales, représentant les siècles et la grandeur qui couvrent Itaquera, ouvert par deux sceptres croisés avec l'orbe d'or, qui représentent les forces qui composaient le District dans son histoire et, en même temps, le chemin de fer qui traversait le district et marquait le début de son développement au milieu du XIXe siècle, repose l'écu du District d'Itaquera formé par les éléments suivants : 5 écus répartis sur son corps, où chaque couleur représente un continent, représentant la population qui forme Itaquera. Chef, en émail d'azur où dans son canton dextre et sinistre se trouvent respectivement le soleil et la lune, ce qui indique que le blason est considéré avec une force et une puissance permanentes, jour et nuit, pour toujours et à jamais. Cela indique en outre qu'il est soumis à une puissance céleste supérieure. Au sommet, un écu d'or aux lignes ondulées serties d'argent et d'émail azure, représentant les rivières qui traversent la région ; Sur le champ d'or, à droite, se trouve un écu d'azur avec un château en pierre d'or qui représente les premières fondations d'Itaquera. Au cœur ou au centre de l'écu, un écusson en émail de gueules, représentant les victoires remportées par notre peuple avec un arbre d'or, représentant nos bois et forêts locales. Sur le flanc gauche, un écusson en émail de sinople et une croix d'or, tous deux représentant la foi en Dieu ; Contre chef d'argent avec un écu en émail noir, représentant la fermeté et l'obéissance, avec un lion rampant d'or, représentant la noblesse, la constance et la puissance. Au-dessus des armoiries, une couronne murale d'argent avec 4 tours, représentant la condition du district d'Itaquera. Dans un listel d'argent, libre sur l'écu, s'inscrit, d'azur, la légende Itaquera, au centre,.
Le drapeau d'Itaquera est décrit comme suit : écartelé de vert et de jaune, représentant les couleurs nationales, un losange blanc qui représente à la fois la richesse et la paix, avec quatre étoiles bleues à ses sommets, ces dernières représentant les districts qui forment Itaquera. À l'intérieur du losange, les petites armoiries d'Itaquera,.

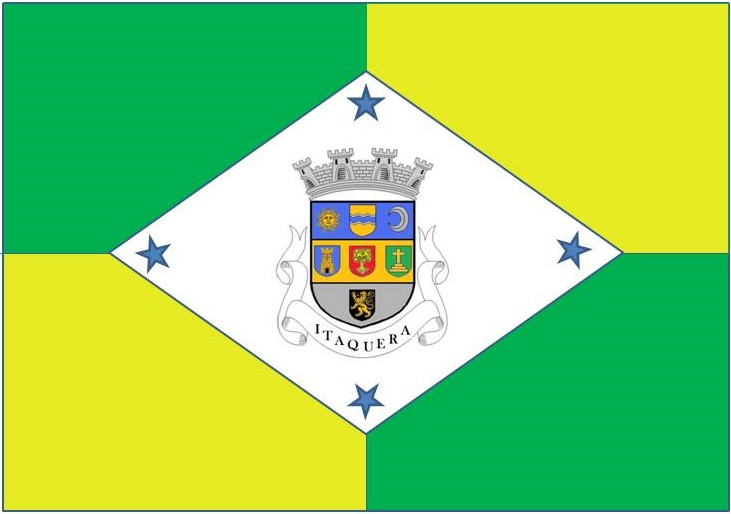
Drapeau d'Itaquera